# Kristin Michelsen
Kristin Michelsen (ur. 30 lipca 1956 roku we Froðba) – farerski bankier, policjant i polityk wywodzący się z Partii Socjaldemokratycznej (Javnaðarflokkurin). Poseł na Løgting, burmistrz gminy Tvøroyri, a w latach 1984–2003 sysselman regionu Suðuroy.

## Życie prywatne
Kristin Michelsen jest wnukiem pisarza i poety Poula F. Joensena. Wraz z żoną Joan N. Michelsen ma dwoje dzieci Vilborg i Mikkjala. W latach 1973–1978 pracował jako bankier w Sjóvinnubankin, dawnym narodowym banku Wysp Owczych. Następnie do 1984 był stolarzem, od 1981 do lutego 2003 sprawował również funkcję rezerwowego policjanta. Jest prezesem klubu wioślarskiego Froðbiar sóknar róðrarfelag.

## Kariera polityczna
W roku 1984 został sysselman regionu Suðuroy i sprawował tę funkcję do roku 2003. W wyborach samorządowych w roku 2000 startował z listy D, zarezerwowanej tradycyjnie dla Partii Niepodległościowej i zdobył miejsce w radzie gminy Tvøroyri. Od 1 stycznia 2001 roku sprawuje funkcję burmistrza gminy. Ponownie wybrano go w głosowaniach w latach: 2004, 2008 oraz 2012. Michelsen miał wystartować w wyborach parlamentarnych w 2008 roku, jednak w regionie Suðuroy występował nadmiar mężczyzn w stosunku do kobiet na listach wyborczych partii. Ostatecznie polityk wystartował w wyborach w roku 2011, w których zdobył 393 głosy (drugi wynik w partii) i uzyskał mandat. W nowym parlamencie został wiceprzewodniczącym Komisji ds. Sprawiedliwości. 2 listopada 2013 roku miał został usunięty z partii wraz z Gerhardem Lognbergiem, jednak z powodu sprzeciwu znacznej części sympatyków partii ostatecznie w niej pozostał. W 2015 roku ogłosił, że ponownie wystartuje w wyborach do Løgting. Uzyskał w nich 302 głosy (siódme miejsce w partii), co dało mu mandat poselski. Następnie został przewodniczącym Komisji ds. Sądownictwa oraz członkiem Komisji Finansów.